# 新費拉德爾菲亞 (伊利諾伊州麥克多諾縣)
新費拉德爾菲亞（英語：New Philadelphia）是位於美國伊利諾伊州麥克多諾縣的一個非建制地區。該地的面積和人口皆未知。

## 地理
新費拉德爾菲亞的座標為39°41′40″N 90°57′30″W / 39.69444°N 90.95833°W，而該地的平均海拔高度為223米（即732英尺）。